# Saison 1 de Hard Times
Chronologie
Saison 2 de Hard Times
Cet article présente le guide des épisodes de la première saison du feuilleton télévisé Hard Times.

## Distribution

### Personnages réguliers
- Paul Iacono : RJ Berger
- Jareb Dauplaise (en) : Miles Jenner
- Kara Taitz v.f. Carole Baillien : Lily Miran
- Amber Lancaster : Jenny Swanson
- Jayson Blair : Max Owens

## Épisodes

### Épisode 1:Pilote
- États-Unis : 6 juin 2010 sur MTV
- France :

- États-Unis : 2,1 millions de téléspectateurs
- France :